# Dinții dragonului (Star Trek: Voyager)
„Dinții dragonului” (titlu original: „Dragon’s Teeth”) este al 7-lea episod din al șaselea sezon al serialului TV american științifico-fantastic Star Trek: Voyager și al 127-lea episod în total. A avut premiera la 10 noiembrie 1999 pe canalul UPN.
Numele episodului se referă la legenda greacă a dinților dragonului, în care dinții unui dragon ucis au fost semănați pe câmpul de luptă. Din dinți a răsărit o armată de războinici, care au continuat să lupte.

## Prezentare
Voyager descoperă o rețea de tuneluri subspațiale, dar este forțată să aterizeze pe o planetă după ce este atacată.

## Actori ocazionali
- Jeff Allin - Gedrin
- Ron Fassler - Morin
- Robert Knepper - Gaul
- Bob Stillman - Turei
- Mimi Craven - Jisa
- Scarlett Pomers - Naomi Wildman